# Nami Okimiya
Nami Okimiya (jap. 沖宮 那美 Okimiya Nami; ur. 8 czerwca 1990 w Tokio) – japońska aktorka AV grająca w filmach dla dorosłych.

## Życiorys
Zadebiutowała w AV 25 lipca 2023 roku jako ekskluzywna aktorka studia Madonna. Jej agencją jest HANAYA PROJECT.
Debiutancki film z jej udziałem zajął 8. miejsce w rankingu wypożyczalni FANZA za tydzień 5 lutego 2024 roku.
21 czerwca 2024 roku został wydany pierwszy film „初VR沖宮那美　超高画質８K 沖宮那美と2人きりの濃密な時間を過ごす筋書きのないSEXをしてみませんか？ 「今日は私が好きに動くからね」本気の美熟女に永遠に捕食され続ける僕” z jej udziałem, w którym wykorzystano technologię wirtualnej rzeczywistości.

## Informacje
- W momencie debiutu była mężatką od trzech lat. Powiedziała również, że ona i jej mąż regularnie uprawiają seks i dobrze się dogadują[5].
- Jej zainteresowanie seksem zaczęło się w przedszkolu, kiedy pocierała krocze o podłogę. Jednak dopiero w gimnazjum zaczęła się świadomie masturbować, oprócz palców używała do tego szczotki i ogórka[6].
- Jej pierwszy stosunek miał miejsce w trzeciej klasie szkoły średniej, z chłopakiem w tym samym wieku, z którym się spotykała i razem pracowała[6].
- Powodem jej debiutu w filmach dla dorosłych było zainteresowanie branżą[5].

## Filmografia

### Filmy dla dorosłych
| #    | Data            | Tytuł | Kod wideo | Producent | Uwagi | Przy.  |
| 2023 |                 | |           |           | |        |
| 1    | 25 lipca        | 誕生 沖宮那美 33歳 AV DEBUT 100年に1度の大型新人、現る―。 | JUQ-300   | Madonna   | Debiut AV, tytuł ten jest również dostępny na Blu-ray                                                               | [ 7 ]  |
| 2    | 22 sierpnia     | 100年に1度の大型新人 第2弾!!驚異の中出し解禁!! ヌードモデルNTR 上司と羞恥に溺れた妻の衝撃的浮気映像                                                                      | JUQ-349   | Madonna   | Tytuł ten jest również dostępny na Blu-ray                                                                          | [ 8 ]  |
| 3    | 26 września     | 人妻秘書、汗と接吻に満ちた社長室中出し性交 淫・技・体すべてがパーフェクト…Madonna最高峰の『新人』登場―。                                                                 | JUQ-378   | Madonna   | Tytuł ten jest również dostępny na Blu-ray                                                                          | [ 9 ]  |
| 4    | 24 października | 100年に一人の大型専属、超人気シリーズに登場!! 夫と子作りSEXをした後はいつも義父に中出しされ続けています…。                                                               | JUQ-408   | Madonna   | Tytuł ten jest również dostępny na Blu-ray                                                                          | [ 10 ] |
| 5    | 28 listopada    | 妻には口が裂けても言えません、義母さんを孕ませてしまったなんて…。 -1泊2日の温泉旅行で、我を忘れて中出ししまくった僕。-                                                   | JUQ-443   | Madonna   | Tytuł ten jest również dostępny na Blu-ray                                                                          | [ 11 ] |
| 6    | 26 grudnia      | 取引先の傲慢社長に中出しされ続けた出張接待。 専属美女、イイ女のスーツ『美』―。                                                                                           | JUQ-485   | Madonna   | | [ 12 ] |
| 7    | 26 grudnia      | 世界一豪華な記念作!! マドンナ20周年記念 湯煙舞う中出し無制限史上初ALL専属バスツアー!!前編 4時間OVER 2枚組!!                                                              | JUQ-510   | Madonna   | Projekt z okazji 20. rocznicy studia Madonna, w tym samym czasie film został również wydany na Blu-ray              | [ 13 ] |
| 2024 |                 | |           |           | |        |
| 8    | 9 stycznia      | Madonna20周年記念!!豪華専属の共演作品!! 修学旅行の下見先で先輩女教師2人と相部屋…一泊二日で計10発、夜が明けるまで何度も何度も抜かれまくった僕                             | JUQ-532   | Madonna   | Tytuł ten jest również dostępny na Blu-ray                                                                          | [ 14 ] |
| 9    | 30 stycznia     | 世界一豪華な記念作!!マドンナ20周年記念 感動と絶頂のフィナーレ 湯煙舞う中出し無制限史上初ALL専属バスツアー!!後編 ～大競”宴”はまだまだ終わらない!!中出し無制限の大乱交!!～ | JUQ-511   | Madonna   | Druga część projektu z okazji 20. rocznicy studia Madonna, w tym samym czasie film został również wydany na Blu-ray | [ 15 ] |
| 10   | 13 lutego       | 美しき人妻肉便器たち 恥辱の中出しバトル・ロワイヤル ～鬼畜資産家たちが集う狂気と欲望に満ちた賭博宿～                                                                     | JUQ-556   | Madonna   | Tytuł ten jest również dostępny na Blu-ray                                                                          | [ 16 ] |
| 11   | 27 lutego       | 100年に一度の大型新人、待望のソーププレイ初・解・禁!! -身も心も相性抜群の2人-。“想い”と“唇”が重なる濃密接吻ソープ                                                        | JUQ-578   | Madonna   | Tytuł ten jest również dostępny na Blu-ray                                                                          | [ 17 ] |
| 12   | 26 marca        | 悪女NTR ～あなたの夫を奪う事が私の復讐…～ | JUQ-612   | Madonna   | | [ 18 ] |
| 13   | 23 kwietnia     | 息子の友達の制御不能な絶倫交尾でイカされ続けて… | JUQ-648   | Madonna   | | [ 19 ] |
| 14   | 28 maja         | ストリップ劇場で舞う人妻 | JUQ-675   | Madonna   | | [ 20 ] |
| 15   | 25 czerwca      | リゾートプールNTR 専属イイ女×大人のビキニ…背徳感と開放感が交錯するNTRドラマ―。                                                                                           | JUQ-726   | Madonna   | Tytuł ten jest również dostępny na Blu-ray                                                                          | [ 21 ] |
| 16   | 23 lipca        | ママ友に誘われたマッチングアプリで、“推しの年下”を一緒に甘く飼い慣らす。                                                                                                 | JUQ-820   | Madonna   | | [ 22 ] |
| 17   | 30 lipca        | 沖宮那美 The First Anniversary 7時間 ～100年に1度の奇跡ー。マドンナが誇る大型専属 待望の《初ベスト》1周年記念SPECIAL～                                                   | JUMS-077  | Madonna   | Specjalne wydanie z okazji pierwszej rocznicy debiutu                                                               | [ 23 ] |
| 18   | 27 sierpnia     | 私の自慢の嫁ちゃんを晒します。 《大型専属》美ボディ×神クビレを初『晒し』！！                                                                                             | JUQ-813   | Madonna   | | [ 24 ] |
| 19   | 24 września     | 密着セックス ～旅行先で夫の上司と深まる不貞愛～ | JUQ-887   | Madonna   | | [ 25 ] |
| 20   | 22 października | 汗ほとばしる人妻の圧倒的な腰振りで、僕は一度も腰を動かさずに中出ししてしまった。                                                                                         | JUQ-925   | Madonna   | | [ 26 ] |
| 21   | 26 listopada    | 職場不倫・・・転勤間際の今までで最も雑でいて一番激しく快楽に満ちた性交                                                                                                   | JUQ-960   | Madonna   | | [ 27 ] |
| 22   | 24 grudnia      | 時には勝手に痴女りたい…。Madonna専属 究極美熟女『沖宮那美』お貸ししますー。                                                                                              | ACH-J055  | Madonna   | | [ 28 ] |

### Filmy dla dorosłychVR
| #    | Data       | Tytuł | Kod wideo | Producent  | Uwagi                           | Przy. |
| 2024 |            | |           |            |                                 |       |
| 1    | 21 czerwca | 初VR沖宮那美 超高画質８K 沖宮那美と2人きりの濃密な時間を過ごす筋書きのないSEXをしてみませんか？ 「今日は私が好きに動くからね」本気の美熟女に永遠に捕食され続ける僕 | JUVR-193  | Madonna VR | Pierwszy film VR z jej udziałem | [ 4 ] |

### Inne
| #    | Data        | Tytuł                                                                      | Kod wideo | Producent  | Uwagi                                                 | Przy.  |
| 2024 |             |                                                                            |           |            |                                                       |        |
| 1    | 2 stycznia  | 配信限定 マドンナ専属女優の『リアル』解禁。 MADOOOON!!!! 沖宮那美 ハメ撮り | MDON-043  | Madonna    | Dystrybucja internetowa                               | [ 29 ] |
| 2    | 28 stycznia | 神クビレ～女神降臨～                                                       | NNSBD-018 | oldman par | Obraz DVD, tytuł ten jest również dostępny na Blu-ray | [ 30 ] |

## Publikacje

### Fotoksiążka
| #    | Data        | Tytuł                                   | Numer książki          | Informacje                             | Uwagi                    | Przy.  |
| 2024 |             |                                         |                        |                                        |                          |        |
| 1    | 24 stycznia | 沖宮那美写真集 『神クビレ～女神降臨～』 | ISBN 978-4-86717-662-7 | Fotograf: Kiyotaka Ota Wydawca: G-WALK | Jej pierwsza fotoksiążka | [ 31 ] |

### Cyfrowa fotoksiążka
| #    | Data        | Tytuł                                                                          | Informacje             | Uwagi                            | Przy.  |
| 2023 |             |                                                                                |                        |                                  |        |
| 1    | 26 grudnia  | 美熟 33歳人妻の誘惑 沖宮那美                                                   | Wydawca: Tokuma Shoten | Jej pierwsza cyfrowa fotoksiążka | [ 32 ] |
| 2024 |             |                                                                                |                        |                                  |        |
| 2    | 31 stycznia | 【デジタル限定】沖宮那美ヌード写真集「Divine」 週刊大衆デジタル写真集NUDE : 29 | Wydawca: Futabasha     |                                  | [ 33 ] |
| 3    | 16 lutego   | れいむ 沖宮那美 vol.01                                                         | Wydawca: G-WALK        |                                  | [ 34 ] |
| 4    | 16 lutego   | れいむ 沖宮那美 vol.02                                                         | Wydawca: G-WALK        |                                  | [ 35 ] |
| 5    | 16 lutego   | れいむ 沖宮那美 vol.03                                                         | Wydawca: G-WALK        |                                  | [ 36 ] |
| 6    | 16 lutego   | れいむ 沖宮那美 vol.04                                                         | Wydawca: G-WALK        |                                  | [ 37 ] |

### Magazyn
| #    | Wydanie              | Magazyn            | Nagłówek                                                          |
| 2023 |                      |                    |                                                                   |
| 1    | 16 i 23 października | Shukan Taishu      | 100年に一度の逸材! 沖宮那美「33歳の美人妻が脱いだ!」              |
| 2    | 20 listopada         | Shukan Taishu      | 沖宮那美&北条麻妃 前から後ろから♡ 秋の人妻ヌード特大全裸Wポスター |
| 3    | grudzień             | Magazyn FANZA      | 女優インタビュー                                                  |
| 4    | 7 grudnia            | Weekly Asahi Geinō | 21世紀熟女、現る! 麗しき33歳 沖宮那美                             |